# 미노시마촌 (니가타현)
미노시마촌(蓑島村)은 니가타현 기타칸바라군에 설치되었던 촌이다.